# Strada statale 305 di Redipuglia
La ex strada statale 305 di Redipuglia (SS 305), ora strada regionale 305 di Redipuglia (SR 305), è una strada regionale italiana, il cui percorso si snoda in Friuli-Venezia Giulia.

## Percorso

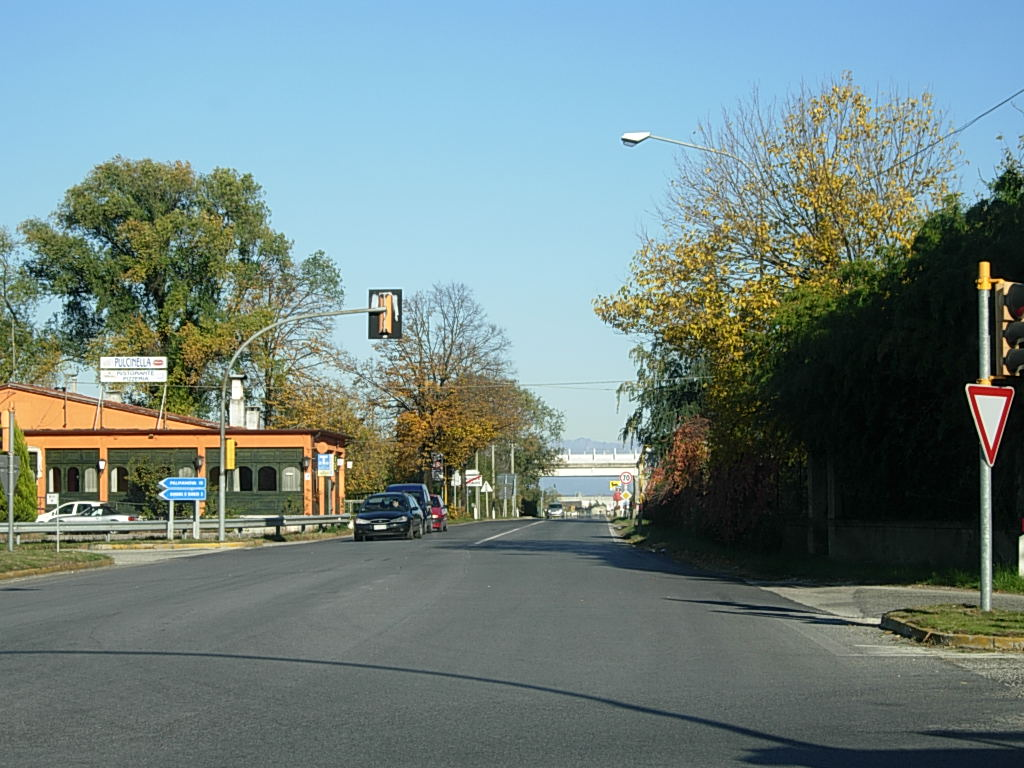
La SR 305 all'incrocio con la SR 252 a Gradisca d'Isonzo (GO).

La strada iniziava subito dopo il ponte sullo Iudrio (su tale fiume fino alla prima guerra mondiale era posto il confine di Stato tra il Regno d'Italia e l'Impero austro-ungarico), in corrispondenza del bivio della strada regionale 56 di Gorizia, nel comune di Cormons. Successivamente proseguiva, attraversando l'abitato di Mariano del Friuli; dal giugno 2013 tale tratto fa parte della nuova variante nata per superare il centro di Mariano.
Attualmente la strada parte dalla rotonda di collegamento con la SR 56 di Gorizia, posta in comune di Cormons, e prosegue verso Mariano del Friuli, per poi entrare nel comune di Gradisca d'Isonzo ove incrocia la SR 351 di Cervignano. Quindi supera il fiume Isonzo a Sagrado e prosegue per Fogliano-Redipuglia, passando poi dinnanzi al sacrario di Redipuglia nell'omonima frazione. Prosegue quindi per Ronchi dei Legionari e termina a Monfalcone immettendosi sulla strada statale 14 della Venezia Giulia.
Dal 1º gennaio 2008 la gestione è passata alla Regione Friuli-Venezia Giulia, che ha provveduto al trasferimento delle competenze alla società Friuli Venezia Giulia Strade S.p.A..

## Strada regionale 305 var variante di Mariano del Friuli
La strada regionale 305 var variante di Mariano del Friuli (SR 305 var) è una strada regionale italiana.
Tale variante è stata aperta al traffico l'11 giugno 2013 dopo due anni di lavori.
La strada inizia con una rotatoria posta poco prima del ponte sul fiume Iudrio, in comune di Cormons, che la collega con la strada regionale 56 di Gorizia. Corre sull'itinerario della vecchia ex SS 305 (pur se ampliato e ammodernato) fino a Villaorba, da dove un'altra rotatoria immette su un tratto, completamente nuovo, che evita il centro di Mariano del Friuli.
Dopo il collegamento con la SP 5 per Corona e Mariano, la strada prosegue sul sedime riutilizzato e riconvertito di una parte del tracciato ferroviario, mai completato, della ferrovia Cormons-Redipuglia per concludersi a sud di Mariano, in comune di Gradisca d'Isonzo, con una terza rotatoria, che collega la variante con l'uscita autostradale di Gradisca dell'autostrada A34.
L'opera, costata 23 milioni di euro (importo che però comprende anche la costruzione delle rotonde di collegamento con il resto della viabilità), lunga 7,5 km, ha come scopo quello di non far transitare per il centro urbano di Mariano del Friuli il traffico utilizzante la SR 305, stimato in 15.000 veicoli al giorno.
Il 9 giugno 2022 il tratto della SR 305 affiancato dalla nuova variante è stato ceduto al comune di Mariano del Friuli e pertanto da strada regionale è diventata comunale.